# Stadion Ahmad bin Ali
Stadion Ahmad bin Ali (arapski: ملعب أحمد بن علي), višenamjenski je stadion u Al Rayyanu u Kataru.
Uglavnom se koristi za nogometne utakmice te je dom sportskih klubova Al-Rayyan i Al Kharaitiyat. Dobio je ime po Ahmadu bin Ali Al Thaniju, katarskom emiru od 1960. do 1972. Nekadašnji stadion, izgrađen 2003., imao je kapacitet od 21.282 mjesta, a srušen je 2015. godine. Novi, sadašnji stadion izgrađen je 2020. godine te posjeduje kapacitet od 50 tisuća sjedećih mjesta.

## Izgradnja
Stadion Ahmad bin Ali jedan je od osam stadiona koji su preuređeni za Svjetsko nogometno prvenstvo u Kataru 2022.
Nekadašnji stadion Ahmad bin Ali srušen je 2015. kako bi se stvorilo mjesto za stadion Al Rayyan. Predviđa se da će se 90 posto ruševina nastalih rušenjem stadiona ponovno biti iskorišteno za novi stadion i/ili za javnoumjetničke projekte.
Izgradnja novog stadiona započela je početkom 2016. godine, zajedničkim ulaganjem između tvrtki Al-Balagh i Larsena & Toubro. Nakon Svjetskog prvenstva kapacitet stadiona će biti smanjen na 21 tisuću sjedećih mjesta.
Obnova je uključivala ogromnu "medijsku fasadu" s "membranom" koja će služiti kao ekran za projekcije, vijesti, reklame, sportska ažuriranja, aktualne informacije o natjecanju i utakmicama. Kapacitet mjesta povećan je na 40.740 te su sva sjedala bila zasjenjena.
Inauguracija stadiona održana je 18. prosinca 2020., odnosno na Dan državnosti Katara, a ujedno i točno dvije godine nego što će Katar ugostiti finale Svjetskog prvenstva.
Bio je jedan od dva stadiona koja su se koristila za Svjetsko klupsko nogometno prvenstvo 2020 te je ugostio četiri utakmice izdanja FIFA-inog Arapskog Kupa 2021.

## Utakmice SP-a
| Datum              | Vrijeme   | Momčad br. 1 | Rezultat | Momčad br. 2 | Faza natjecanja | Posjećenost |
| ------------------ | --------- | ------------ | -------- | ------------ | --------------- | ----------- |
| 21. studenog 2022. | 20:00 SEV | SAD          | 1:1      | Wales        | Skupina B       | 43.418      |
| 23. studenog 2022. | 20:00 SEV | Belgija      | 1:0      | Kanada       | Skupina F       | 40.432      |
| 25. studenog 2022. | 11:00 SEV | Wales        | 0:2      | Iran         | Skupina B       | 40.875      |
| 27. studenog 2022. | 11:00 SEV | Japan        | 0:1      | Kostarika    | Skupina E       | 41.479      |
| 29. studenog 2022. | 20:00 SEV | Wales        | 0:3      | Engleska     | Skupina B       | 44.297      |
| 1. prosinca 2022.  | 16:00 SEV | Hrvatska     | 0:0      | Belgija      | Skupina F       | 43.984      |
| 3. prosinca 2022.  | 20:00 SEV | Argentina    | 2:1      | Australija   | Osmina finala   | 45.032      |